# Приградзани
Приградзани (словац. Prihradzany) — село, громада в окрузі Ревуца, Банськобистрицький край, Словаччина. Населення — 81 особа (за оцінкою на 31 грудня 2017 р.).
Вперше згадується в 1262 році.

## Населення
| Рік:            | 1994. | 2004.    | 2014.   | 2024.    |
| --------------- | ----- | -------- | ------- | -------- |
| Кількість осіб: | 98    | 79       | 84      | 66       |
| Різниця:        |       | -19,38 % | +6,32 % | -21,42 % |

| Рік:            | 2023. | 2024.   |
| --------------- | ----- | ------- |
| Кількість осіб: | 69    | 66      |
| Різниця:        |       | -4,34 % |